# Iarhibôl

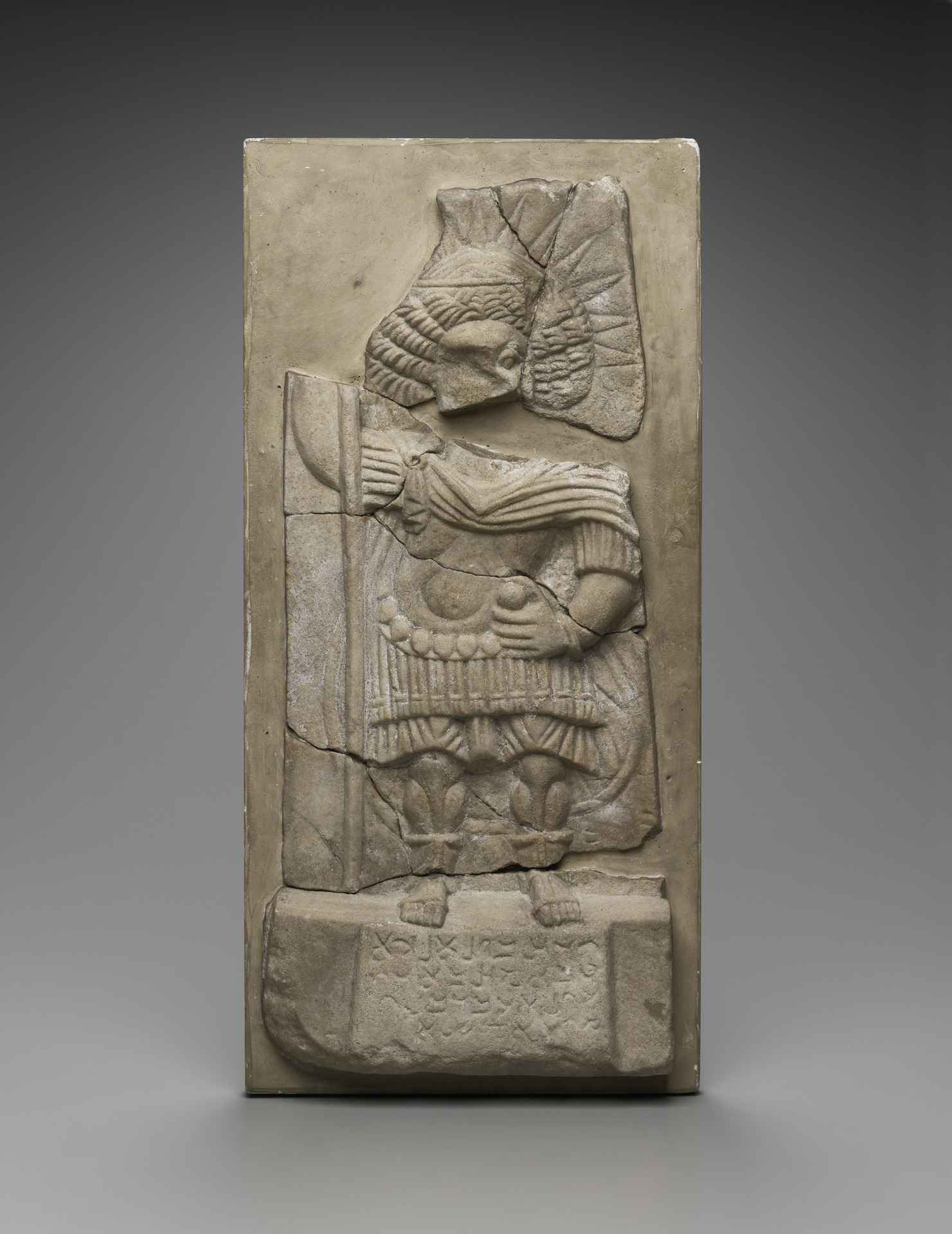
Relief de Iarhibol, dans la ville antique de Doura-Europos, le long de la rive droite de l’Euphrate, dans l’actuelle Syrie.

Iarhibôl, dieu araméen vénéré à Palmyre, dans le Proche-Orient ancien, et de Palmyre à l’Euphrate. Il est adoré à Palmyre jusqu’au IIIe siècle.
Iarhibôl est le nom sémite donné au Dieu du soleil indigène. Palmyre adorait aussi un dieu du soleil amené par les Arabes, Shamach, puis un troisième, Malakbêl, une divinité solaire syncrétique combinant les deux.